# Гец, Мария Игнатьевна
Мария Игнатьевна Гец (15 марта 1915 года, село Михайловка — 18 июня 2002 года, там же) — передовик сельскохозяйственного производства, доярка госплемзавода «Михайловка» Лебединского района Сумской области. Герой Социалистического Труда (1966).
С 1943 года работала дояркой в госплемзаводе «Михайловка» Лебединского района.
Достигла высоких производственных показателей, надоив в среднем около 5 тысяч килограмм молока с каждой коровы, за что была удостоена в 1966 году звания Героя Социалистического Труда.
Избиралась депутатом областного и районного советов депутатов трудящихся.

## Награды
- Герой Социалистического Труда — указом Президиума Верховного Совета от 22 марта 1966 года
- Орден Ленина